# Valerián Koch
Valerián Koch (25. ledna 1896 Náměšť nad Oslavou – 27. prosince 1971 Brno), jinak též Valerian Koch nebo Valtr Koch, byl český novinář.

## Biografie
Valerián Koch se narodil v roce 1896 v Náměšti nad Oslavou, jeho otcem byl železničář Emerich Koch a matkou byla Marie Kochová, jeho bratrem byl lékař a sportovec Karel Koch. Vystudoval 2. reálné gymnázium v Brně, ale už během studia se věnoval sportu, byl brankářem SK Achilles Brno a také v únoru roku 1914 získal 3. místo v přeboru moravských škol v krasobruslení a na mistrovství Moravy získal v dvojici s Marií Divíškovou 2. místo. Po skončení první světové války ve spolupráci s bratrem Karlem pomáhali znovu nastartovat činnost Moravské Slavie v Brně. Od roku 1918 působil také jako fotbalový rozhodčí. Za jeho patronace byly v roce 1925 v Pisárkách vybudovány tenisové kurty pro Moravskou Slávii. Od roku 1919 působil jako vedoucí odboru ženských sportů v Moravské Slavii. Působil také jako novinář v Moravských novinách. Před počátkem druhé světové války byl zatčen při akci Albrecht der Erste a uvězněn na Špilberku, posléze v Dachau a v Buchenwaldu. Zpět do Československa se vrátil v roce 1941.
Jeho manželkou byla házenkářka a pozemní hokejistka Marie Kochová. Je uveden v galerii slávy Moravské Slavie.